# Rodrigo Jara
Rodrigo Horacio Jara Santana (Pichidegua, Chile, 9 de abril de 1985) es un futbolista chileno. Juega como defensa.

## Carrera
Fue formado en las inferiores de Universidad de Chile.
En 2004 su debut es jugando en universidad de Chile contra universidad católica. Y se da inicio en el profesionalismo. 
En 2005 es enviado a préstamo a Deportes La Serena, Para el 2006 vuelve a la Universidad de Chile. El 2007 se va a préstamo a Cobresal, jugando titular todos los partidos. En el segundo semestre del mismo año, pasó también a préstamo a Arturo Fernández Vial. El 2008 vuelve nuevamente a su club de origen Universidad de Chile.
El 2010 es enviado a préstamo nuevamente al equipo de El Salvador, quien apoyó el carácter de juego asumiendo como segundo capitán siendo titular indiscutible para el entrenador Luis Musrri.
Para el 2011, renueva su vínculo con Cobresal, perteneciendo a préstamo por un año más.
El segundo semestre de 2011 se desvincula de Universidad de Chile quedando como agente libre, fichando por Naval de Talcahuano. Durante el Clausura 2011, pelearon la Liguilla de Ascenso. Mientras que en 2012 y 2013 apareció en el equipo ideal como el mejor lateral izquierdo de la zona sur.
Durante la temporada 2014 y 2015 destacó en Santiago Morning. Posteriormente recaló en Deportes Concepción, logrando buenos resultados con el conjunto lila, convirtiéndose en frecuente habilitador. 
Actualmente se desempeña en el fútbol amateur en el Club Deportivo Santa Teresa de la Torina, tras pasos por Deportes Puerto Montt y Deportes Copiapó.

## Clubes
| Club                  | País  | Año       |
| --------------------- | ----- | --------- |
| Universidad de Chile  | Chile | 2004-2005 |
| Deportes La Serena    | Chile | 2005      |
| Universidad de Chile  | Chile | 2006      |
| Cobresal              | Chile | 2007      |
| Fernández Vial        | Chile | 2007      |
| Universidad de Chile  | Chile | 2008-2009 |
| Cobresal              | Chile | 2010-2011 |
| Naval                 | Chile | 2011-2014 |
| Santiago Morning      | Chile | 2014-2015 |
| Deportes Concepción   | Chile | 2015-2016 |
| Deportes Puerto Montt | Chile | 2016-2017 |
| Deportes Copiapó      | Chile | 2017-2019 |

## Títulos

### Torneos nacionales
| Título           | Club                 | País  | Año    |
| ---------------- | -------------------- | ----- | ------ |
| Primera División | Universidad de Chile | Chile | 2009-A |